# Paul Weingarten

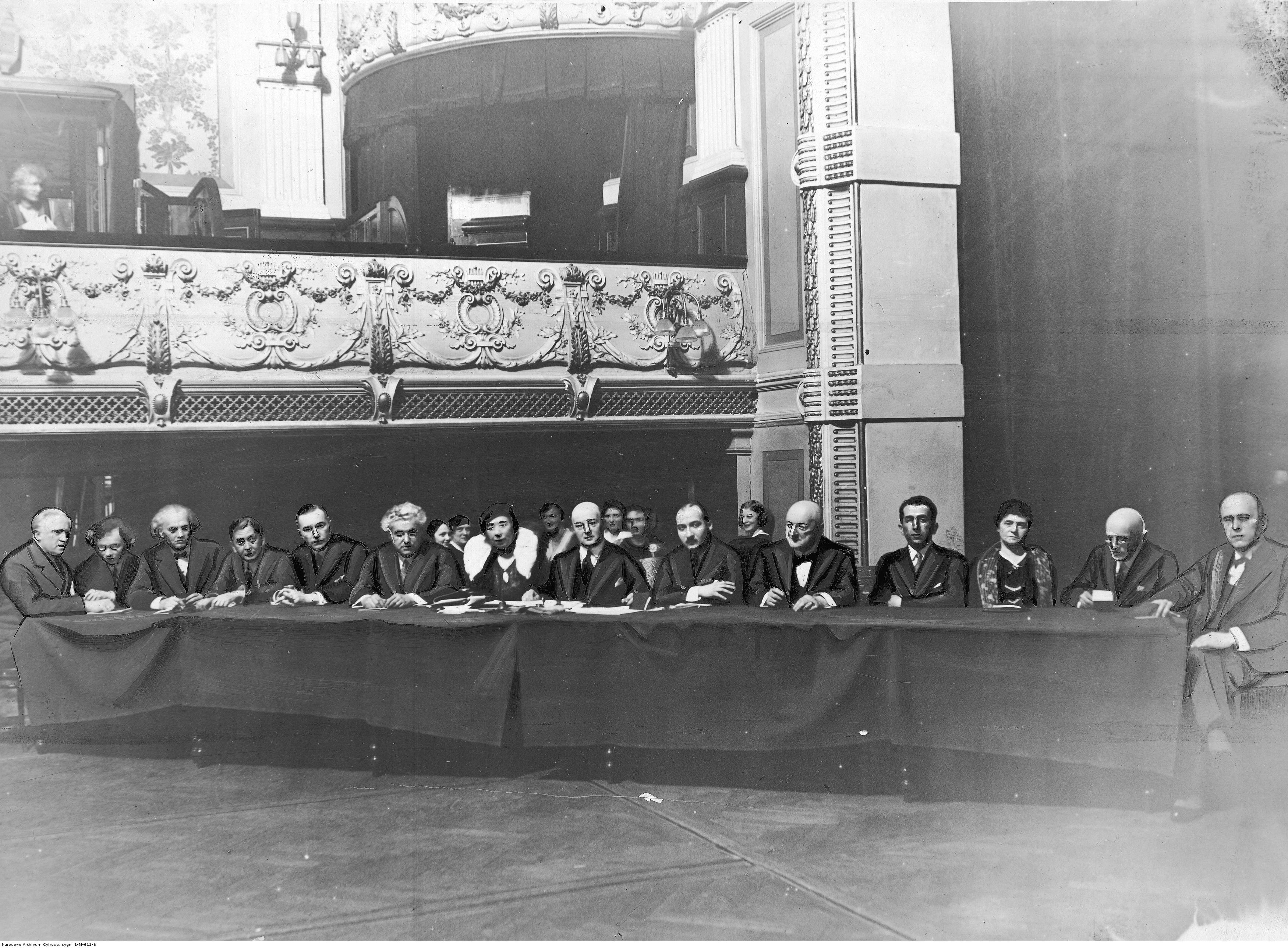
Jury des Chopin-Wettbewerbs 1932. Paul Weingarten 6. von links, daneben Marguerite Long

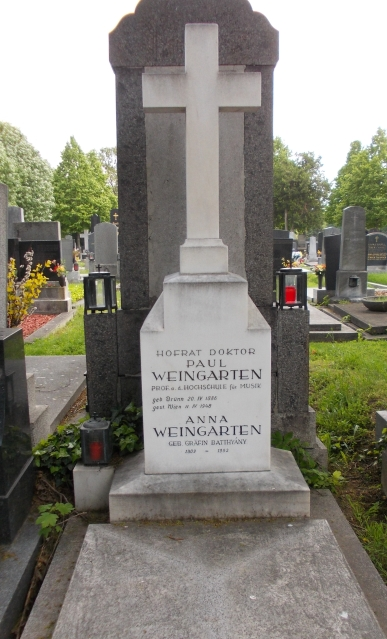
Grabstätte von Paul Weingarten

Paul Weingarten (geboren 20. April 1886 in Brünn, Österreich-Ungarn; gestorben 11. April 1948 in Wien) war ein österreichischer Pianist und Musiklehrer.

## Leben
Paul Weingarten studierte an der Universität für Musik und darstellende Kunst Wien Klavier bei Emil von Sauer und Kontrapunkt bei Robert Fuchs. Außerdem studierte er an der Universität Wien Musikgeschichte bei Guido Adler. Das Studium beendete er 1910 mit dem Erwerb des Doktortitels.
Nach Reisen durch Europa als Konzertpianist wurde er 1921 Klavierlehrer, 1928 Professor an der Wiener Musikakademie. 1936 bis 1938 unterrichtete er an der Musikhochschule Tokio. Zurück in Wien, wurde er nach dem „Anschluss“ Österreichs wegen seiner jüdischen Abstammung beurlaubt und musste ins Exil gehen. Vorher hatte Jazz-Keyboarder Joe Zawinul am Konservatorium der Stadt Wien noch kurzzeitig Unterricht bei ihm. Weingarten floh dann nach Italien, lebte in England und Ungarn. 1945 kehrte er zurück und gab einen Klavier-Meisterkurs. Die Musikakademie rehabilitierte ihn, und er lehrte dort wieder als Professor. Schüler bei ihm waren u. a. Ingrid Haebler.
Er war mit Anna Maria Josefa Elisabeth von Batthyány-Strattmann (* 23. März 1909 Kittsee, † 21. September 1992, Wien), einer Tochter von Ladislaus Batthyány-Strattmann, verheiratet.
Weingarten starb 1948 und wurde auf dem Wiener Zentralfriedhof (30B-1-22) in einem ehrenhalber gewidmeten Grab beigesetzt.